# David Paul von Hansemann

David Paul Hansemann um 1897

David Paul Hansemann im Jahr 1882

David Paul Hansemann mit seinem Sohn Fritz David, um 1892

David Paul Hansemann, ab 1901 von Hansemann (* 5. September 1858 in Eupen, damals Königreich Preußen, heute Belgien; † 28. August 1920 in Berlin) war ein deutscher Pathologe. Er formulierte eine der ersten Theorien über die Entstehung von Krebs.

## Werdegang und Werk
David Paul entstammte einer sehr wohlhabenden Familie. Er war der Sohn von Gustav Hansemann (1829–1902), der als Rentier in Charlottenburg mit seinen Nachkommen am 18. Januar 1901 in Berlin in den preußischen Adelsstand erhoben wurde, und der Mathilde Vorländer (1827–1880). Sein Großvater war der Kaufmann und Bankier David Hansemann. Sein Onkel Adolph von Hansemann war einer der vermögendsten Männer des Deutschen Kaiserreichs und sein Cousin war der Chemiker Daniel Vorländer.
1881 machte Hansemann am Berliner Friedrich-Wilhelms-Gymnasium das Abitur. Noch im selben Jahr begann er das Medizinstudium in Berlin. Nach drei Semestern ging er für ein Semester nach Kiel und für drei nach Leipzig. Seine Professoren waren unter anderen Wilhelm His, Carl Ludwig, Ernst L. Wagner und Julius Friedrich Cohnheim.
1886 wurde Hansemann zum Dr. med. promoviert. Nach Beendigung des Studiums und Ableistung seines Militärdienstes wurde er Assistenz-Pathologe bei Rudolf Virchow in Berlin. Im Rahmen seiner dortigen Tätigkeit berichtete er 1890 von auffälligen Veränderungen der Zellkerne und abnormalen Teilungsmustern, die er in Schnittpräparaten von 13 verschiedenen Karzinomen beobachtet hatte. Hansemann sah zwischen diesen Veränderungen und der Entstehung von bösartigen Tumoren einen Zusammenhang. Er postulierte, dass solche aberranten Zellteilungen sowohl für erhöhte als auch für verminderte Chromatin-Gehalte der Krebszellen verantwortlich sind.
Seine Beobachtungen markieren den Beginn der Tumorzytogenetik.
Mehr als 20 Jahre später entwickelte Theodor Boveri aus den Beobachtungen Hansemanns und eigenen Arbeiten die Chromosomenhypothese der Tumorentstehung: Veränderungen im Chromosomensatz einer Zelle (Aneuploidie) sind die Voraussetzung für den Übergang von normalem Zellwachstum zu bösartiger Proliferation. Aneuploidie ist bei sehr vielen Krebserkrankungen zu beobachten. Ob Aneuploidie allerdings Ursache oder nur Folge einer Krebserkrankung ist, wird kontrovers diskutiert. Siehe dazu Peter Duesberg#Aneuploidie-Krebs-Hypothese.
1907 untersuchte Hansemann die Gehirne von Theodor Mommsen, Robert Bunsen und Adolf von Menzel („Elitegehirnforschung“).
Hansemann arbeitete als Prosektor am Berliner Rudolf-Virchow-Krankenhaus; um 1912 wurde er zum Geheimen Medizinalrat ernannt. 1912 wurde er ordentlicher Professor für Pathologie. Während des Ersten Weltkriegs war er an der Ostfront und erhielt das Eiserne Kreuz Erster Klasse. Er war mit Elisabeth, geb. Walter (1863–1935), verheiratet und starb an Kehlkopfkrebs 1920 in Berlin. Sein Sohn war der Politiker Fritz David von Hansemann (1886–1971).
Im Alten St.-Matthäus-Kirchhof ist das Familiengrab erhalten.

## Schriften
- Die mikroskopische Diagnose der bösartigen Geschwülste. Verlag August Hirschwald, Berlin 1902
- Der Aberglaube in der Medizin und seine Gefahr für Gesundheit und Leben. Verlag Teubner, 1905; 2. Auflage, 1914
- Atlas der bösartigen Geschwülste. Verlag August Hirschwald, Berlin 1910